# The Lapins Crétins : Retour vers le passé
 (novembre 2010).
Si vous disposez d'ouvrages ou d'articles de référence ou si vous connaissez des sites web de qualité traitant du thème abordé ici, merci de compléter l'article en donnant les références utiles à sa vérifiabilité et en les liant à la section « Notes et références ».
The Lapins Crétins : Retour vers le passé (Raving Rabbids: Travel in Time) est un party game, où les lapins crétins retournent dans le passé grâce à une machine à laver, développé par Ubisoft Casablanca et édité par Ubisoft. Il y a plusieurs niveaux : le Moyen Âge, la Préhistoire...
Le jeu s'appelle The Lapins Crétins 3D sur Nintendo 3DS.

## Histoire
Après être retourné chez eux (sur la Lune dans The Lapins Crétins : La Grosse Aventure), les lapins crétins voyagent dans l'Histoire de la Terre avec leur machine à remonter le temps (une machine à laver qu'ils ont modifiée) pour crétiniser les époques : du début de la vie terrestre (le dévonien) au XXe siècle en passant par le temps des pharaons en Égypte et en revisitant la légende du Roi Arthur.

## Système de jeu
Les lapins crétins sont plongés dans une aventure où ils doivent relever des défis tout en retournant dans le passé grâce à une machine à laver. Le jeu se situe dans un musée, et les lapins sont propulsés à l'intérieur des tableaux qui représentent autant de mini-jeux. Le musée est divisé en cinq zones. Dans la version 3DS, ce sont majoritairement des jeux de plateformes qui représentent les différentes époques. Dans les niveaux se trouvent de nombreux objets a récupérer, comme des canards en plastique ou des brosses à récurer. Dans les deux versions du jeu, il est possible de faire porter des vêtements d'époque à son lapin crétin.

### Liste des différentes zones de jeu
- Rebondarium : il s'agit de la seule zone de jeu où l'on évolue dans un décor où le lapin se déplace en 2D. Il s'agit également du seul où il est possible de sauter.
- Flingorium : cette zone est un jeu de tir où les lapins crétins tirent avec une brosse de cabinet.
- Volarium : dans cette zone, les lapins crétins sont équipés d'une machine volante, et il est possible de se déplacer dans les airs en déplaçant la Wiimote et le Nunchuk vers le haut ou vers le bas.
- Coursarium : c'est une zone où les lapins crétins jouent en groupe de 2. Ils sont rattachés ensemble par du papier toilette et doivent faire une course contre la montre et leurs adversaires.
- Acrocharium : les lapins crétins sont accrochés comme appâts au bout d'une canne à pêche.
- Bwaarium: si un lapin crétin rentre dans cette zone, on ne sait jamais où est-ce qu'il va sortir.